# Elefant (banda)
Elefant foi uma banda de rock alternativo de Nova York. famosa por sua canção: "Misfit". O vocalista Diego Garcia é argentino. A banda já lançou 2 discos:
- Sunlight Makes Me Paranoid - 2003
- The Black Magic Show - 2006

## Background
Nascido em Detroit, filho de pais argentinos, no final dos anos 1970, Diego Garcia mergulhou nos sons de Iggy Pop e MC5 em tenra idade. Sua família mudou-se para Tampa (Flórida) quando Garcia era um adolescente, e aos 14 anos ele conseguiu um violão e começou a escrever músicas. Quando Garcia abordou a vida universitária na Brown University em 1996, a música ainda o chamava, apesar de sua carga horária em economia. Durante seu primeiro ano, Garcia percebeu que queria uma carreira na música. Ele partiu para New York City em sua graduação em 2000 e começou a procurar músicos, eventualmente tocando com a banda Circus por um breve período. Um ano depois, Garcia formou a Elefant com o baixista Jeff Berrall, o guitarrista Mod e o baterista Kevin McAdams.